# Triphyllozoon sinuatum
Triphyllozoon sinuatum is een mosdiertjessoort uit de familie van de Phidoloporidae. De wetenschappelijke naam van de soort is voor het eerst geldig gepubliceerd in 1884 door MacGillivray.